# Виноградов Віктор Григорович
Виноградов Віктор Григорович (нар. 11 (24) листопада 1912, м. Полтава — 14 січня 1986, м. Новоросійськ Краснодарського краю, нині РФ) — український актор, режисер. Заслужений артист України (1957).
Працював у театрах у Тирасполі, Старобільську, Краснодарі, Харкові; в Тернопільському (1951–1960), Рівненському, Закарпатському та Чернігівському українських музично-драматичних театрах.
У Тернополі поставив спектаклі:
- «З коханням не жартують» П. Кальдерона (1952),
- «Закохана витівниця» Лопе де Вега (1953),
- «Буйна голівонька» Б. Мінца (1957) та ін.;

зіграв ролі:
- Левка («Устим Кармалюк» В. Сухомлинського),
- Жолкевського («Наливайко» за Іваном Ле),
- Шелеста («Веселка» М. Зарудного).